# Dominicas flagga
Dominicas flagga har proportionerna 1:2. Den gröna står för den rika vegetationen på ön. Korset symboliserar den kristna tron och de tre ränderna står för treenigheten. Den gula färgen representerar den ursprungliga karibiska befolkningen, svart visar att majoriteten av folket härstammar från Afrika och det vita symboliserar floderna och vattenfallen. I korsets mitt finns en röd cirkel som symboliserar socialismen. Fågeln i cirkeln är en kejsaramazon (Amazona imperialis). De tio stjärnorna kring fågeln syftar på Dominicas tio församlingar.

## Historik
Flaggan antogs den 3 november 1978. Papegojan fick dock sitt nuvarande utseende 1988. Färgordningen på korsets band var från början gul, vit, svart räknat uppifrån, men ändrades till nuvarande ordning 1981. Då fick även de tio stjärnorna sin gula kant.